# Гарридо, Николь
Николь Гарридо (англ. Nicole Garrido; род. 29 декабря 1988 года в Эдмонтоне, Канада) — канадская конькобежка, чилийского происхождения. 5-кратная призёр чемпионата Канады, 3-кратная чемпионка Северной Америки на отдельных дистанциях.

## Биография
Николь Гарридо была очень активным ребёнком. Она пробовала новые виды спорта, но особенно сильный интерес у неё был к гоночным видам спорта. В позднем подростковом возрасте она сосредоточилась в основном на конькобежном спорте и лёгкой атлетике и даже выиграла несколько городских и провинциальных чемпионатов по лёгкой атлетике на дистанциях 200 м, 400 м и 800 м. В возрасте 16 лет она решила продолжить спортивную карьеру в конькобежном спорте и переехала в Калгари.
Одним из первых наставником у неё был Жак Тибо, бывший конькобежец. Он обучил её технике катания, а также научил ценить открытость для различных способов обучения и тренерской работы. Её первый международный дебют состоялся в 2006 году на юниорском чемпионате мира, в котором она участвовала подряд до 2008 года, где её лучшим результатом стало 4-е место в командной гонке и 5-е в многоборье. В 2007 году Николь заняла 2-е место в многоборье на юниорском чемпионате Канады, а в сезоне 2007/2008 дебютировала в Кубке мира.
В 2009 году под руководством тренера Ван Сюли впервые одержала победу в забеге на 1500 м на чемпионате Северной Америки и заняла 2-е место на 1000 м. В сезоне 2009/10 Николь на чемпионате Канады выиграла две "бронзы" на дистанциях 3000 и 5000 м. Следом в январе 2010 года на чемпионате Северной Америки выиграла на дистанциях 1500 м и 3000 м, а в марте участвовала на чемпионате мира в классическом многоборье в Херенвене заняла 24-е место. 
В сезоне 2011/12 стала 2-й в забеге на 5000 м на чемпионате Канады и на чемпионате мира в классическом многоборье в Москве стала 23-й. В марте также участвовала на чемпионате мира по отдельным дистанциям в Херенвене стала 22-й на 3000 м и 16-й на 5000 м. В 2015 году Николь выиграла бронзовую медаль на чемпионате Канады в беге на 3000 м. В мае 2015 года завершила карьеру спортсменки.

## Карьера тренера
Николь Гарридо с 2018 по 2022 год работала в Ричмонде главным тренером по конькобежному спорту в Олимпийском овале Ричмонда. В сезоне 2019/20 она присоединились к BC Speed Skating в качестве тренера "Richmond Rockets", тренера по подготовке провинциальной команды Специальной Олимпиады и стала тренером Академии шорт–трека в городе Камлупс при содействии Джонатана Гильметта.

## Личная жизнь
Она окончила в апреле 2016 года Университет Калгари со степенью бакалавра политологии и государственного управления и устроилась в 2016 году на работу офисным сотрудником, но ей не нравилась эта работа и с октября 2018 по март 2019 года прошла стажировку в школе тренеров. В июне 2022 года в Университете Британской Колумбии на факультете кинезиологии и науки о физических упражнениях получила сертификат о высшем образовании в области высокоэффективного коучинга и технического лидерства, а в сентябре поступила на магистратуру. Также с 2019 года обучается в школе бизнеса Смита при Королевском университете. Она любит читать, играть на гитаре, петь, работать волонтером, совершать длительные поездки на велосипеде, посещать отличные кофейни, а также любит ходить на общественные танцы, где практикуется в танцах сальсы.